# 鈴木重邦
鈴木 重邦（すずき しげくに）は、平安時代末期の武将。通称は刑部左衛門尉。
紀伊国名草郡藤白に居住し、源為義に属して武功を得たと伝わる。また、鳥羽上皇御幸時に衛府官として行宮のお供をし奉仕した。天承元年（1131年）に37歳で没した。法名は宗円入道。弟の鈴木重次は右兵衛少尉に任官され、源為義に属して保元の乱に参加している。

## 系譜
宮内庁書陵部蔵『華族系譜61 亀井家』、および『古代氏族系譜集成 中巻』穂積臣系図による。
- 父：鈴木重元
- 母：越智親経の女
- 妻：藤原宗永（湯浅左近大夫）の女
  - 男子：鈴木重倫
- 妻：湯浅胤貞の女？
  - 男子：鈴木重善 - 初め重時。三河鈴木氏の祖。
- 生母不詳の子女
  - 男子：鈴木季重 - 佐野鈴木氏の祖。
  - 男子：鈴木重定 - 系図に「衣川没落終為宇都宮家客」。下野鈴木氏の祖。